# Louie Anderson

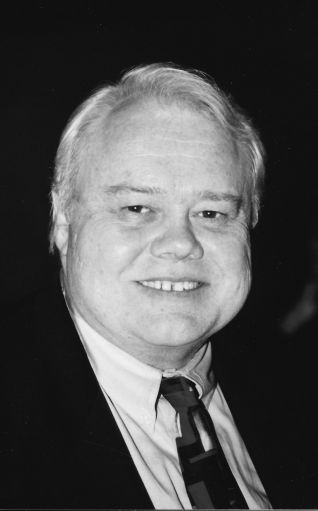
Louie Anderson (2001)

Louis Perry „Louie“ Anderson (* 24. März 1953 in Saint Paul, Minnesota; † 21. Januar 2022 in Las Vegas, Nevada) war ein US-amerikanischer Komiker, Schauspieler, Fernsehmoderator sowie Autor von Sach- und Drehbüchern.

## Leben und Karriere
Anderson wurde in den 1980er-Jahren als Stand-Up-Komiker bekannt, sein selbstironischer Humor (etwa über sein Gewicht) bescherte ihm unter anderem Henry Youngman und Johnny Carson als frühe Förderer. In den folgenden vier Jahrzehnten tourte er regelmäßig mit seinen Shows in den USA, zwischen 2003 und 2012 hatte er in Las Vegas seine eigene Stand-Up-Show namens Louie: Larger Than Life.
In Hollywood begann er ab 1984, in zunächst kleineren Nebenrollen in Hollywood-Filmen aufzutreten, etwa als Blumenlieferant in John Hughes’ Ferris macht blau. Im deutschsprachigen Raum ist er am ehesten für seine Rolle als Maurice, Mitarbeiter eines Fast-Food-Restaurants, in der Komödie Der Prinz aus Zamunda (1988) an der Seite von Eddie Murphy bekannt. Auch in der Fortsetzung Der Prinz aus Zamunda 2 wirkte er 2021 mit. Von 2016 bis 2019 spielte er in der Serie Baskets die weibliche Rolle der Christine Baskets, Mutter der von Zach Galifianakis verkörperten Hauptfigur. Bei den Emmy Awards wurde er für diese Darstellung dreimal in der Kategorie Outstanding Supporting Actor in a Comedy Series nominiert, 2016 konnte er den Preis gewinnen.
Anderson war auch als Autor tätig und schrieb vier Bücher. Er war ebenfalls der Ideengeber zu der tragikomischen Zeichentrickserie Life with Louie, die autobiografisch auf seiner eigenen Kindheit in einer Großfamilie mit zehn Geschwistern basiert, die aber durch seinen ausfallenden und alkoholkranken Vater auch negativ geprägt war. Die zwischen 1994 und 1998 laufende Zeichentrickserie machte ihn im englischsprachigen Raum einem breiteren Publikum bekannt; er war dabei Drehbuchautor und sprach die Rolle des Vaters von Louie. 1996 erhielt er seine eigene Sitcom, The Louie Show, die allerdings nur fünf Folgen hielt. Als Moderator führte er von 1999 bis 2002 durch die Spielshow Family Feud.
Anderson starb im Januar 2022 im Alter von 68 Jahren an den Folgen einer Krebserkrankung.

## Filmografie (Auswahl)

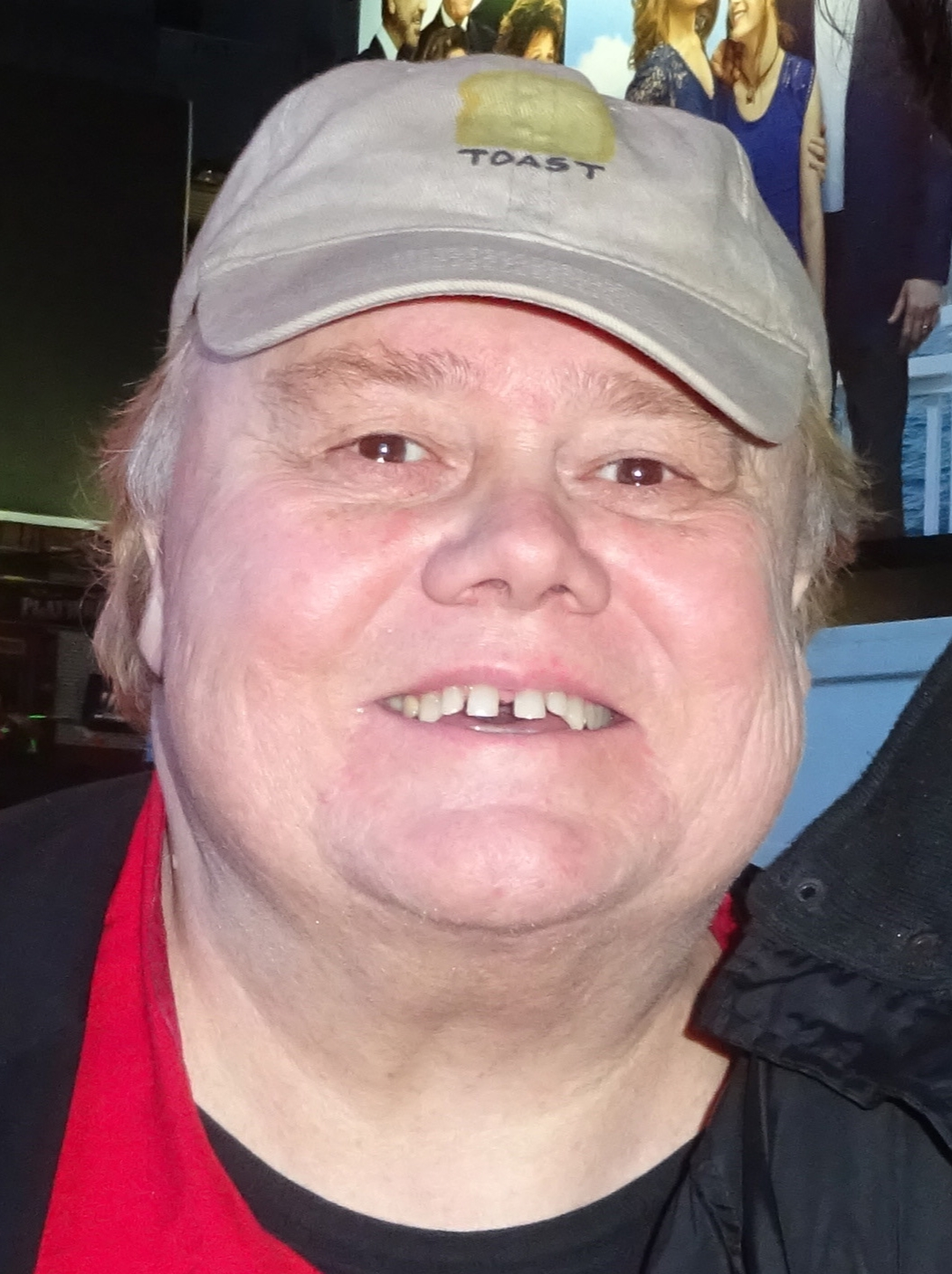
Louie Anderson (2016)

- 1984: Ein tödliches Spiel (Cloak & Dagger)
- 1986: Remington Steele (Fernsehserie, Folge 4x12)
- 1986: Quicksilver
- 1986: Ferris macht blau (Ferris Bueller’s Day Off)
- 1986: Ratboy
- 1988: Scout Academy (The Wrong Guys)
- 1988: Der Prinz aus Zamunda (Coming to America)
- 1994: Grace (Grace Under Fire, Fernsehserie, Folge 1x18 Tränen der Freude)
- 1994–1998: Life with Louie (Fernsehserie, 39 Folgen, Sprechrolle und Autor)
- 1996: The Louie Show (Fernsehserie, fünf Folgen)
- 1996: Hope – Ihr Name war Hoffnung (For Hope, Fernsehfilm)
- 1997: Chicago Hope – Endstation Hoffnung (Chicago Hope, Fernsehserie, Folge 3x18)
- 1999: Ein Hauch von Himmel (Touched by an Angel, Fernsehserie, Folge 6x09)
- 2000: Ally McBeal (Fernsehserie, Folge 4x04 Duo im Abseits)
- 2001: Scrubs – Die Anfänger (Scrubs, Fernsehserie, Folge 1x05 Meine Vorbilder)
- 2001: V.I.P. – Die Bodyguards (V.I.P., Fernsehserie, Folge 4x09)
- 2005: Joey (Fernsehserie, Folge 2x07)
- 2006: Ein Grieche erobert Chicago (Perfect Strangers, Fernsehserie, Pilotfolge einer gescheiterten Neuauflage der Serie)
- 2007: Cook Off!
- 2016–2019: Baskets (Fernsehserie, 39 Folgen)
- 2017: Sandy Wexler
- 2020: Young Sheldon (Fernsehserie, Folge 3x17)
- 2020: Search Party (Fernsehserie, fünf Folgen)
- 2021: Der Prinz aus Zamunda 2 (Coming 2 America)
- 2021: Twenties (Fernsehserie, zwei Folgen)